# 2،8-دی‌هیدروکسی هگزاهیدروکریزن
۲٬۸-دی هیدروکسی هگزا هیدروکریزن (۲،8-DHHHC) یک استروژن ضعیف غیراستروئیدی مصنوعی با تقریباً ۱/۲۰۰۰ توان استروژنی استروژن مرتبط با ساختار دی اتیل استیل استرول است. پیش‌بینی می‌شود که از نظر ساختار بین استرادیول و هگزسترول قرار دارد، اما برعکس هر دوی آنها، از قدرت تأثیر کمتری برخوردار است.